# 智ノ花伸哉
智乃花 伸哉（とものはな しんや、1964年6月23日 - ）は、熊本県八代市出身で立浪部屋に所属した元大相撲力士。本名は成松 伸哉（なりまつ しんや）。最高位は東小結（1994年1月場所）。現役時代の体格は175cm、117kg。現在は、年寄・玉垣。愛称は「先生」「成松先生」、趣味は映画鑑賞、ゴルフ。血液型はA型。
自由民主党所属の熊本県八代市議会議員（当選5回）の成松由紀夫は従弟で、三保ヶ関部屋に所属した元幕下力士である。

## 来歴
幼少時に両親が離婚し、叔父夫婦の援助を受けながら育つ。
叔父が法政大学の相撲部出身であったため相撲を始め、日本大学相撲部では全国学生相撲選手権大会を始めとする数々の大会で活躍し、4年生の時には主将を務めた。
大学卒業後は、山口県の中学校や高校で保健体育の教諭として勤めながらアマチュア相撲で活躍し、1989年にはアマチュア横綱のタイトルも獲得している。日本大学の後輩である舞の海の活躍に触発され、大津高校在職中に大相撲入門を決意した。
1992年3月場所、やはり日大の後輩である大翔鳳がいた立浪部屋から幕下付出で初土俵。27歳での初土俵は年6場所制になってから最高齢であり、藤ノ川が年寄・立川を襲名した年齢をも越えたことや妻子持ちでの初土俵も話題になった。（同年中に入門資格が20歳未満、幕下付出資格者は23歳未満と改正されたが、年末には23歳未満、幕下付出資格者は25歳未満に緩和）。当時のその年齢と妻子持ちの高校教員であることから入門を決意した際他のどの部屋も敬遠して冷ややかな目で見ていたが、唯一立浪部屋は歓迎していたのでこれが入門の決め手となった。兄弟子の大翔山が旧藤島部屋（現・貴乃花部屋）への入門を突然翻意して立浪部屋へ入門したことが当時の立浪部屋に幕下付出力士が集まるきっかけとなったことから智ノ花も旧藤島勢から立浪勢の1人として憎悪され、貴闘力は特に本場所の土俵で智ノ花に対して手厳しい相撲を取ったという。
プロでの経験不足の心配をよそに順調に出世し、入門から4場所目で幕下優勝して十両昇進、9場所目で新入幕。初の上位挑戦、初めて大銀杏を結って挑んだ場所となった1993年11月場所では、6日目に綱取りの大関・貴ノ花と対戦。相手の激しい突っ張りを凌ぎ、右下手を取った智ノ花。低い体勢からの回転鋭い下手投げを放つと、貴ノ花は右膝から崩れ落ちた。初土俵以来11場所連続で勝ち越し、12場所目の1994年1月場所では新小結に昇進した。初日にこの場所まで3連覇中の曙と対戦、土俵際まで押し込まれ、体制を崩しながらも突き落とし、取り直しに持ち込んだ。取り直しの一番も必死に抵抗し、送り倒しで敗れたものの大健闘した（この曙との一戦が自身思い出の一番という）。これは、幕下付出からの記録では横綱・輪島を抜くスピード三役昇進である。しかし、同場所では大敗を喫して1場所で平幕に陥落し、三役経験はこれが最初で最後となった。
当時若貴ブームが呼び水となって訪れていた大相撲黄金時代に上手く乗ることができたこともあり、智ノ花の取組の時は視聴率が上昇し、他にもニュース番組（FNNスーパータイムなど）で単独特集が組まれるほどの人気を誇った。しかし、これを境に年齢による衰え・怪我や技を研究されたことにより低迷し、幕内下位や十両で現役を務めた（幕内から十両への陥落時に四股名を「智乃花」に改名）。
当時の幕内では舞の海と並ぶ小兵の技能力士であり、舞の海戦の成績は幕内・十両を通算すると9勝9敗と全くの5分である。また、非常に珍しい決まり手である居反りで一度勝利したことのある力士としても知られる。現役中の決まり手は34種類で技のデパートと言われた舞の海（33種類）より多い。
2001年9月場所、十両下位で5勝10敗と負け越し幕下への陥落が決定的となったため、11月場所前に37歳で現役引退。引退後は、準年寄・智乃花から年寄・浅香山を襲名した（引退時に年寄名跡を取得していなかったため、大関・魁皇から借用）。智乃花本人によれば幕下に落ちた直後（西幕下3枚目）で勝ち越せば十両復帰できたので続けるつもりだったが、怪我で満足な稽古ができず同場所前に引退を決めたとのこと。
断髪式の際には「自分でも信じられない成績を残すことができた」とコメントした。
2005年4月には7代立浪との部屋経営や指導方針を巡る意見の相違を理由に、立浪部屋から同門の友綱部屋（2022年に大島部屋へ改称）へ移籍し、後進の指導に当たっている。彼を始めとして立浪部屋を離れる年寄が続出したのは、年齢や最高位などで7代立浪を上回る年寄が部屋にいては7代立浪がやりにくいだろうという理由からだと、当時は見られていた。
2006年3月、年寄・玉垣を襲名（元小結・若浪こと先代玉垣の停年退職後に名跡を取得）。2018年5月に役員以外の親方衆で構成される年寄会の副会長に就任した。
2024年2月26日、同月28日より所属する大島部屋から宮城野部屋に派遣されることが明らかになった。弟子の暴行問題で部屋師匠の13代宮城野（元横綱・白鵬）が師匠不適格処分により資格を剥奪されたためで、同年3月場所終了時点まで師匠代行として部屋の力士たちと寝食を共にしながら指導監督を行った。日本相撲協会やコンプライアンス委員会の指導で「3月場所終了までの間、外出自粛、会食禁止、後援者との交流禁止」となることを説明、「覚悟している。不祥事が再発すれば私も含めて首。議論にもならないと思う」と危機感を口にしていた。また場所中、元教職員らしく、所属力士の心のケアにも努めていた。

## 主な成績・記録
- 通算成績：379勝381敗78休 勝率.499
- 通算在位：58場所
- 幕内成績：104勝121敗15休 勝率.462
- 幕内在位：16場所
- 三役在位：1場所（小結1場所）
- 三賞：2回
  - 技能賞：2回（1993年9月場所、1993年11月場所）[1]
- 各段優勝
  - 幕下優勝：1回（1992年9月場所）
- 金星：なし

### 場所別成績
| | 一月場所 初場所（東京） | 三月場所 春場所（大阪） | 五月場所 夏場所（東京）  | 七月場所 名古屋場所（愛知） | 九月場所 秋場所（東京） | 十一月場所 九州場所（福岡） |
| --- | ----------------------- | ----------------------- | ------------------------ | --------------------------- | ----------------------- | --------------------------- |
| 1992年 （平成4年） | x                       | 幕下付出60枚目 6–1      | 東幕下32枚目 6–1         | 東幕下13枚目 5–2            | 東幕下8枚目 優勝 6–1    | 西十両13枚目 10–5           |
| 1993年 （平成5年） | 東十両7枚目 9–6         | 東十両2枚目 9–6         | 東十両筆頭 8–7           | 東前頭16枚目 9–6            | 東前頭10枚目 9–6 技     | 西前頭2枚目 8–7 技          |
| 1994年 （平成6年） | 東小結 4–11             | 東前頭5枚目 6–9         | 西前頭8枚目 8–7          | 西前頭2枚目 6–9             | 東前頭4枚目 4–11        | 西前頭11枚目 9–6            |
| 1995年 （平成7年） | 西前頭5枚目 6–9         | 東前頭7枚目 5–10        | 西前頭13枚目 7–8         | 東前頭16枚目 休場 0–0–15    | 西前頭15枚目 9–6        | 東前頭11枚目 7–8            |
| 1996年 （平成8年） | 西前頭14枚目 7–8        | 東十両筆頭 1–1–13       | 西十両12枚目 休場 0–0–15 | 西十両12枚目 9–6            | 東十両7枚目 8–7         | 東十両5枚目 6–9             |
| 1997年 （平成9年） | 東十両8枚目 8–7         | 西十両5枚目 6–9         | 東十両8枚目 8–5–2        | 東十両6枚目 8–7             | 東十両3枚目 5–7–3       | 東十両7枚目 休場 0–0–15     |
| 1998年 （平成10年） | 東十両7枚目 6–9         | 東十両11枚目 9–6        | 西十両6枚目 6–9          | 東十両12枚目 9–6            | 東十両9枚目 9–6         | 東十両4枚目 8–7             |
| 1999年 （平成11年） | 西十両2枚目 5–10        | 西十両6枚目 8–7         | 東十両5枚目 6–9          | 西十両8枚目 10–5            | 西十両3枚目 6–9         | 東十両6枚目 7–8             |
| 2000年 （平成12年） | 東十両9枚目 9–6         | 東十両5枚目 6–9         | 東十両8枚目 7–8          | 東十両9枚目 6–9             | 東十両11枚目 6–9        | 西十両13枚目 8–7            |
| 2001年 （平成13年） | 東十両9枚目 7–8         | 東十両10枚目 6–9        | 西十両12枚目 休場 0–0–15 | 西十両12枚目 8–7            | 東十両11枚目 5–10       | 西幕下3枚目 引退 –          |
| 各欄の数字は、「勝ち-負け-休場」を示す。 優勝 引退 休場 十両 幕下 三賞：敢=敢闘賞、殊=殊勲賞、技=技能賞 その他：★=金星 番付階級：幕内 - 十両 - 幕下 - 三段目 - 序二段 - 序ノ口 幕内序列：横綱 - 大関 - 関脇 - 小結 - 前頭（「#数字」は各位内の序列） |                         |                         |                          |                             |                         |                             |

### 幕内対戦成績
| 力士名   | 勝数 | 負数 | 力士名   | 勝数 | 負数 | 力士名 | 勝数 | 負数 | 力士名   | 勝数 | 負数 |
| -------- | ---- | ---- | -------- | ---- | ---- | ------ | ---- | ---- | -------- | ---- | ---- |
| 蒼樹山   | 2    | 1    | 安芸乃島 | 2    | 5    | 曙     | 0    | 2    | 朝乃翔   | 1    | 3    |
| 朝乃若   | 2    | 4    | 旭豊     | 1    | 1    | 小城錦 | 4    | 2    | 小城ノ花 | 2    | 2    |
| 魁皇     | 1    | 1    | 春日富士 | 2    | 5    | 北勝鬨 | 3    | 3    | 旭道山   | 1    | 1    |
| 鬼雷砲   | 4    | 4    | 霧島     | 3    | 2    | 久島海 | 0    | 3    | 剣晃     | 2    | 3    |
| 琴稲妻   | 3    | 1    | 琴ヶ梅   | 1    | 0    | 琴錦   | 1    | 3    | 琴ノ若   | 2    | 4    |
| 琴別府   | 4    | 3    | 小錦     | 2    | 0    | 敷島   | 0    | 1    | 大至     | 3    | 3    |
| 大善     | 2    | 3    | 貴闘力   | 4    | 4    | 貴ノ浪 | 2    | 5    | 貴乃花   | 1    | 7    |
| 隆三杉   | 3    | 2    | 玉春日   | 1    | 0    | 寺尾   | 2    | 3    | 時津洋   | 2    | 1    |
| 土佐ノ海 | 1    | 0    | 栃乃和歌 | 5    | 4    | 豊ノ海 | 2    | 0    | 浪乃花   | 2    | 2    |
| 濱ノ嶋   | 4    | 2    | 肥後ノ海 | 4    | 2    | 日立龍 | 1    | 0    | 舞の海   | 4    | 3    |
| 三杉里   | 2    | 5    | 水戸泉   | 1    | 1    | 湊富士 | 1    | 2    | 武蔵丸   | 1    | 4    |
| 武双山   | 3    | 2    | 若翔洋   | 4    | 1    | 若乃花 | 1    | 7    |          |      |      |

## 改名歴
- 成松 伸哉（なりまつ しんや）1992年3月場所-1992年11月場所
- 智ノ花 伸哉（とものはな -）1993年1月場所-1996年7月場所
- 智乃花 伸哉（とものはな -）1996年9月場所-2001年11月場所

## 年寄変遷
- 智乃花 伸哉（とものはな しんや）2001年11月-2003年2月（準年寄）
- 浅香山 伸哉（あさかやま -）2003年2月-2006年2月
- 玉垣 伸哉（たまがき -）2006年3月-